# Císařovna Sissi (film)
Císařovna Sissi, alternativně i Císařovna Sisi, je dvoudílný koprodukční televizní film z roku 2009 televizních společností ZDF (Německo/Bavorsko), Rai Uno (Itálie) a ORF (Rakousko) pojednávající o životě předposlední rakouské císařovny a české královny Alžběty Bavorské přibližně v letech 1853 až 1867, tedy od okamžiku jejího zasnoubení s císařem Františkem Josefem I. až po Rakousko-uherské vyrovnání.
Jde o volné přepracování všech základních historických námětů, nacházejících se ve známé rakouské filmové trilogii z poloviny 50. let režiséra Ernsta Marischky s Romy Schneiderovou v hlavní roli, (snímky Sissi, Sissi, mladá císařovna, Sissi, osudová léta císařovny) v podstatně realističtějším a pravdivějším historickém dobovém kontextu.
Žánrově se jedná o životopisné romanticko-historické drama.
Hlavní postavu císařovny Alžběty, zvané Sissi, zde ztvárnila italská herečka Cristiana Capotondi.

## Základní údaje
- Žánr:historické romantické drama
- Země původu: Itálie, Německo, Rakousko
- Rok vzniku: 2009
- Délka: 98 minut (1. díl), 100 minut (2. díl)
- Původní název: německy: Sisi, italsky: Principessa Sissi
- Režie: Xaver Schwarzenberger
- Scénář: Ivan Cotroneo, Monica Rametta, Christiane Sadlo
- Produkce: Jan Mojto
- Hudba: Pino Donaggio
- Kamera: Xaver Schwarzenberger
- Kostýmy: Enrica Biscossi, Angelo Poretti
- Společnost: EOS Entertainment, Publispei, Sunset Austria GmbH, ZDF, ORF, RAI, Beta
- Natáčeno: Rakousko (Vídeň - Albertina, Štýrsko), Maďarsko, Itálie (Benátky, Veneto)
- Poznámka: první díl zahrnuje léta 1853 až 1857 od zásnub až po úmrtí prvorozené dcery Žofie (Sofie)

## Hrají
- Cristiana Capotondi jako bavorská vévodská princezna a císařovna Alžběta Bavorská, sestřenice a manželka císaře Františka Josefa I.
- Martina Gedeck jako arcivévodkyně Žofie Frederika Bavorská, matka císaře Františka Josefa I., teta císařovny Alžběty
- Xaver Hutter jak arcivévoda Ferdinand Maxmilián Habsburský, mladší bratr císaře Františka Josefa I., Alžbětin bratranec
- Herbert Knaup jako vévoda Maxmilián Josef Bavorský, otec císařovny Alžběty Bavorské
- Franziska Sztavjanik
- Friedrich von Thun jako maršál kníže Radecký z Radče, rakouský politik a vojevůdce
- Christiane Filangieri jako Helena Bavorská, starší sestra císařovny Alžběty
- Fritz Karl jako hrabě Gyula Andrassy, maďarský politik
- Licia Maglietta jako vévodkyně Ludovika Bavorská, matka císařovny Alžběty
- David Rott jako rakouský císař František Josef I., bratranec a manžel císařovny Alžběty
- Franziska Sztavjanik jako hraběnka Sophie Esterházy, první dvorní dáma císařovny Alžběty
- Lena Reichmuth
- Babsy Artner
- Pasquale Esposito
- Veronica Roder
- Frederica Osvárt jako císařovna Eugenie, manželka císaře Napoleona III.
- Dederica De Cola jako Charlotte Belgická, manželka arcivévody Ferdinanda Maxmilíána, švagrová císařovny Alžběty
- Katy Lousie Saunders jako Ida Ferenczy, dvorní dáma, důvěrnice a společnice císařovny Alžběty
- Dieter Kirchlechner jako Otto von Bismarck, pruský vojevůdce a politik
- Erwin Steinhauer jako francouzský císař Napoleon III.
- Christoph von Friedl jako kníže Maxmilián Anton Thurn-Taxis, švagr císařovny Alžběty, manžel Heleny Bavorské

## DVD verze
Film byl s českým dabingem v roce 2011 vydán i na DVD.